# Regió sanitària de Catalunya

Regions sanitàries de Catalunya i els seus sectors

Les regions sanitàries a Catalunya són demarcacions territorials basades en el principi de descentralització del sistema sanitari públic, delimitades a partir de factors geogràfics, socioeconòmics i demogràfics. Cadascuna disposa de recursos sanitaris d'atenció primària i d'atenció especialitzada per atendre les necessitats de la població. Cada regió s'ordena, al seu torn, en sectors sanitaris, que agrupen les anomenades àrees bàsiques de salut, formades per barris o districtes a les àrees urbanes, o per un o més municipis en l'àmbit rural.

## Objectius
Segons l'article 23 de la Llei 15/1990, de 9 de juliol, d'ordenació sanitària de Catalunya, tenen com a objectiu:
- Una organització sanitària eficient i propera a l'usuari, la participació efectiva de la comunitat en les actuacions i els programes sanitaris,
- Una organització integrada dels serveis de promoció i protecció de la salut, prevenció de la malaltia i atenció primària en l'àmbit comunitari.
- La potenciació del treball en equip en el marc de l'atenció primària de salut.
- La continuïtat adequada entre l'atenció primària i l'atenció especialitzada i hospitalària.
- La correlació adequada entre els serveis sanitaris, sociosanitaris i socials.
- La coordinació òptima de les actuacions de la Regió Sanitària amb les funcions de control sanitari pròpies dels Ajuntaments.
- L'apropament i l'accessibilitat dels serveis a tota la població.

## Organització
Segueixen la distribució en vegueries de Catalunya, però no d'una forma exacta. A més es divideixen en sectors que a vegades coincideixen amb les vegueries i altres amb les comarques o subcomarques.
| Regió                                   | Regió              | Sectors | Comarques                                                                                         | Seu       |
| --------------------------------------- | ------------------ | --- | ------------------------------------------------------------------------------------------------- | --------- |
| Regió Sanitària Alt Pirineu i Aran      | Alt Pirineu i Aran | Alt Pirineu | Alt Urgell, Alta Ribagorça, Baixa Cerdanya, Pallars Jussà, Pallars Sobirà                         | Tremp     |
| Regió Sanitària Alt Pirineu i Aran      | Alt Pirineu i Aran | Aran | Vall d'Aran                                                                                       | Tremp     |
| Regió Sanitària de Barcelona            | Barcelona          | Àmbit Metropolità Nord: Barcelonès Nord i Maresme Vallès Occidental Est Vallès Occidental Oest Vallès Oriental                               | Barcelonès Nord, Maresme (exclosa bona part de l'Alt Maresme), Vallès Occidental, Vallès Oriental | Barcelona |
| Regió Sanitària de Barcelona            | Barcelona          | Àmbit Metropolità Sud: Alt Penedès - Garraf Baix Llobregat Centre-Litoral i l'Hospitalet de Llobregat Baix Llobregat Nord                    | Alt Penedès, Baix Llobregat, Garraf, Barcelonès Sud                                               | Barcelona |
| Regió Sanitària de Barcelona            | Barcelona          | Barcelona Ciutat: Ciutat Vella Eixample Gràcia Horta-Guinardó Les Corts Nou Barris Sant Andreu Sant Martí Sants-Montjuïc Sarrià-Sant Gervasi | Barcelona                                                                                         | Barcelona |
| Regió Sanitària del Camp de Tarragona   | Camp de Tarragona  | Alt Camp - Conca de Barberà | Alt Camp, Conca de Barberà                                                                        | Tarragona |
| Regió Sanitària del Camp de Tarragona   | Camp de Tarragona  | Baix Camp - Priorat | Baix Camp, Priorat                                                                                | Tarragona |
| Regió Sanitària del Camp de Tarragona   | Camp de Tarragona  | Tarragonès - Baix Penedès | Baix Penedès, Tarragonès                                                                          | Tarragona |
| Regió Sanitària de Catalunya Central    | Catalunya Central  | Anoia | Anoia,                                                                                            | Manresa   |
| Regió Sanitària de Catalunya Central    | Catalunya Central  | Osona | Osona                                                                                             | Manresa   |
| Regió Sanitària de Catalunya Central    | Catalunya Central  | Solsonès - Bages - Berguedà | Bages, Berguedà, Moianès, Solsonès                                                                | Manresa   |
| Regió Sanitària de Girona               | Girona             | Girona Nord | Alt Empordà, Baix Empordà, Garrotxa, Ripollès                                                     | Girona    |
| Regió Sanitària de Girona               | Girona             | Girona Sud | Gironès, Pla de l'Estany, la Selva, bona part de l'Alt Maresme                                    | Girona    |
| Regió Sanitària de Lleida               | Lleida             | Lleida | Garrigues, Noguera, Pla d'Urgell, Segarra, Segrià, Urgell                                         | Lleida    |
| Regió Sanitària de les Terres de l'Ebre | Terres de l'Ebre   | Terres de l'Ebre | Baix Ebre, Montsià, Ribera d'Ebre, Terra Alta                                                     | Tortosa   |